# Németh Andor (sportvezető)
Németh Andor (Budapest, – ) művezető a Postánál, sportvezető, a Magyar Labdarúgók Szövetségének egyik alapítója, elnökségi tagja, Banovits Kajetán elnök mellett 1904–1906 között főtitkár.

## Pályafutása
1901. január 19-én tizenhárom sportegyesület és a versenypálya-szövetség küldötte megalapította a Magyar Labdarúgók Szövetségét (MLSZ). A küldöttek között Klebersberg Géza és Németh Andor a Budapesti Posta és Távírda Tisztviselők Sport Egyesülete képviseletében volt jelen. Az 1901-ben megválasztott Jász Géza egyéb teendőire hivatkozással már hat hónap után lemondott, posztját az 1902. februári közgyűlésig nem töltötték be. Akkor a küldöttek két jelölt közül választottak, de végül a megválasztott elnök sem töltötte be pozícióját. A működő elnök nélkül maradt szövetséget a gyakorlatban az intéző- bizottság (elnökség) irányította, amelynek egyik tagja lehetett. 1906 tavaszán az MLSZ elnöksége, az 1904-es bajnokságot követően újra belenyúlt a bajnoki cím eldöntésébe. Németh Andor, az MLSZ főtitkára, Harsády József, a bíróbizottság vezetője és Gabrovitz Emil lemondtak a szövetségben viselt posztjukról.

## Írásai
Németh Andor: A football labdajáték könyve (Budapest, 1905). A 180 oldalas könyv ábráit Manno Miltiades készítette.